# Blau-Weiß Friesdorf
Blau-Weiß Friesdorf (vollständiger Name: Fußballclub Blau-Weiß Friesdorf e. V.) ist ein deutscher Fußballverein aus dem Bonner Stadtteil Friesdorf. Die erste Mannschaft spielte von 2015 bis 2023 in der Mittelrheinliga.

## Geschichte
Im Jahre 1909 wurde mit dem Eisenbahner SV Blau-Weiß Bad Godesberg der ältere Stammverein gegründet. 1921 gründete sich mit der DJK Concordia Friesdorf der zweite Stammverein. Im Jahre 1935 wurde die DJK Concordia von den Nationalsozialisten verboten und aufgelöst. Die Neugründung erfolgte 1953. 1970 fusionierten der Eisenbahner SV und die Concordia zu DJK Blau-Weiß Friesdorf, dessen Fußballabteilung im Jahre 2013 unter dem heutigen Namen eigenständig wurde. Erfolgreichster Stammverein war der Eisenbahner SV, der von 1956 bis 1961 und von 1962 bis 1967 in der seinerzeit viertklassigen Landesliga Mittelrhein spielte. Die größten Erfolge waren die fünften Plätze in den Spielzeiten 1956/57 und 1963/64.
Nach der Fusion spielte die DJK Blau-Weiß zunächst jahrzehntelang auf Kreisebene. In den 1980er Jahren gelang erstmals der Aufstieg in die Bezirksliga, stieg aber nach einem Jahr Zugehörigkeit wieder ab. Im Jahre 1996 gelang erneut der Aufstieg in die Bezirksliga. Elf Jahre lang gehörten die Friesdorfer dieser Spielklasse an, bevor 2007 der Aufstieg in die Landesliga gelang. Dort wurden die Blau-Weißen im Jahre 2012 Vizemeister hinter der SG Köln-Worringen. Aufgrund des schlechteren Punktequotienten gegenüber Hilal Bergheim stiegen die Friesdorfer nicht auf. Drei Jahre später sicherte sich Blau-Weiß die Meisterschaft und den Aufstieg. Im Jahre 2023 stiegen die Blau-Weißen wieder ab und zogen während der folgenden Saison 2023/24 ihre Mannschaft aus der laufenden Landesligasaison zurück.

## Persönlichkeiten
- Feride Bakir
- Blendi Idrizi
- Lex-Tyger Lobinger
- Suheyel Najar
- Sebastian Schoof